# みんな昔は子供だった
『みんな昔は子供だった』（みんなむかしはこどもだった）は、関西テレビ制作の連続テレビドラマ。

## 概説
フジテレビ系列で2005年1月11日から3月22日まで、毎週火曜日の22:00～22:54（第1回は22:10～23:14）に放送（沖縄テレビは火曜深夜（水曜未明）に時差放送、テレビ宮崎はネット無し）。
主演は本作品が民放連続ドラマ初主演となった国仲涼子。東京から山梨県の山村の分校に赴任した女教師・照崎アイ子（国仲涼子）が、「山村留学」を通じて生徒たちとともに成長する姿を描く。
このドラマの山村留学場面の撮影には、山梨県北杜市が地元の廃校を小学校の場面の撮影に、センター場面の撮影に地元の民家を提供するなどの協力をした。

## あらすじ
「アイ子先生」こと照崎アイ子は東京から山梨県にある山村の分校・森の水小学校分校に赴任してこの学校のたった一人の生徒・矢吹龍平を教えていたが、ここが山村留学の受け入れ先となったことで東京のあちこちから子供たちが生徒としてやって来る。子供たちの親は不満を漏らすが、結果的に子供たちは大きく成長し、教科書では伝えられないことまでもの人間性を身につけていく。アイ子は何度も窮地に立たされ、東京での失敗を胸につらみながらも、笑顔と必死な努力で生徒たちやみんなに救われる。他の職員たちも心情が変化していきアイ子の行動に理解を示していくとともに、生徒もやがて彼女に愛情や信頼を寄せていくのであった。
しかし元々生徒数の少ない分校であるこの小学校は廃校の危機に立たされていた。それを知ったアイ子らは市長や教育委員会の人に嘆願するのであった。

## 登場人物
照崎アイ子
演：国仲涼子
主人公。森の水小学校分校の教師で、通称「アイ子先生」。自分の生徒達の成長を優しく見守ると同時に、彼らに影響され、自らも分校で教師として大きく成長していく。東京出身。
矢吹龍平
演：深澤嵐
3年生。森の水分校のたった一人の生徒。通称「タッペー」。このドラマは子供視点での話でもあり、ナレーションも担当している彼は実質もう一人の主人公的存在である。子供ながら、人の心の変化を感じ取り、思いやれる優しい少年。
七等星を裸眼で見ることができる。
矢吹昭平
演：陣内孝則
龍平の父。最初は頼りない父親に見えたが、やる時はやる男で、いざという時は龍平やアイ子をフォローする。食堂を経営。
佐上柾
演：瑛太
校長の一人息子で留学センター長。子供達の面倒を見る担当で、実は教員免許を持っている。アイ子に気があるらしい。通称「マサにい」。
旗ゆかり
演：白石美帆
大学院生。山村留学生の宿泊センターとして家を提供した旗じいの孫娘で、柾の初恋の人。突然地元の仙台から村にやってくるが、とある事情で子供達とセンターで暮らすはめになる。はじめは無愛想で「子供は嫌い」が口癖だったが、次第に打ち解け、自ら進んで子供達の面倒を見たり、相談に乗ったりするようになる。
佐上欣也
演：大杉漣
森の水小学校分校の校長。子供達やアイ子をいつも優しく見守っている。柾の父親だが、どこか親子の関係はギクシャクしている。
高木ナツ
演：風吹ジュン
村の医師兼校医。時にはカウンセラーの役割も。初恋の相手は校長。酒が好き。
立川新
演：熊谷知博
4年生の山村留学生。自分や周囲は父親から捨てられたと思っていたが、アイ子の熱意と説得で、見事に親子の再会を果たす。飛行機の模型を作るのが好き。
父の名は立川京介（演：戸田昌宏）。
野瀬風太
演：高木優希
5年生の山村留学生。中学受験を控えているが、東京で学べないことを経験させたいとの父親の方針で、村にやって来る。その後もセンターで皆が寝た後に勉強するなど、努力は怠らなかった。メガネをかけている。
母の名は野瀬優子（演：キムラ緑子）。
畑山ワタル
演：糟谷健二
3年生の山村留学生。留学メンバーの中では一番活発で、子供らしい子供。サッカーをやっている。
若槻モモ
演：伊藤沙莉
4年生の山村留学生。マニキュアをしたり、服装にこだわるなど、今どきの女の子。
谷詩音
演：野村涼乃
3年生の山村留学生。最初はおとなしくうまくしゃべれないこともあったが、留学を通して明るく活発な女の子に成長。天体に興味を持ち、ゆかりの影響もあって将来星を研究したいと思うようになる。
母の名は谷美咲（演：舟木幸）。
入江悠
演：小越勇輝
アイ子の東京での教え子。彼とのある出来事が彼女の心の傷になっている。
中村美紀恵
演：滝沢沙織
村の宅配員。通称「宅配さん」。田所から猛烈アタックをかけられるが、さりげなくかわしている。
田所肇
演：筧利夫
森の水小学校本校の教師で学年主任。アイ子とは対照的に子供とは一定の距離を置き、自らの出世に心を砕く。昭平の幼馴染。いまだ独身で美紀恵に気があるが、なかなか進展しない。
橋本美智子
演：とよた真帆
村の出身で龍平の別れた母。東京でデザイナーをやっている。彼女が小学校時代に図書室で借りた本は、その次に必ず昭平が借りている。
神田市長
演：鶴田忍
現職の市長。森の水小学校分校の存続には断固反対の姿勢を貫いている。
木崎市長
演：平賀雅臣
新市長。分校の価値を認め、存続のために関係各所に働きかけを行う。

## サブタイトル
| 各話                                                      | 放送日         | サブタイトル   | 視聴率 |
| --------------------------------------------------------- | -------------- | -------------- | ------ |
| 第01話                                                    | 2005年 1月11日 | 捨てられた宝   | 11.5%  |
| 第02話                                                    | 1月18日        | 泣いてもいいよ | 10.5%  |
| 第03話                                                    | 1月25日        | 愛するがゆえに | 11.0%  |
| 第04話                                                    | 2月01日        | 愛と挫折の星空 | 10.7%  |
| 第05話                                                    | 2月08日        | 初恋よ永遠に!  | 11.3%  |
| 第06話                                                    | 2月15日        | 涙…会いたくて  | 10.7%  |
| 第07話                                                    | 2月22日        | 笑顔が繋げる愛 | 09.2%  |
| 第08話                                                    | 3月01日        | 母の涙と僕の歌 | 09.0%  |
| 第09話                                                    | 3月08日        | SOS!冬の嵐     | 09.5%  |
| 第10話                                                    | 3月15日        | 廃校!涙の訴え  | 11.1%  |
| 最終話                                                    | 3月22日        | 愛と涙の奇跡   | 10.3%  |
| 平均視聴率10.5%（視聴率は関東地区・ビデオリサーチ社調べ） |                |                |        |

## スタッフ
- 脚本:水橋文美江、永田優子
- 音楽:服部隆之
- プロデューサー:重松圭一（関西テレビ）、稲田秀樹（共同テレビ）
- 演出:河野圭太・髙橋伸之（共同テレビ）、三宅喜重（関西テレビ）
- 演出補:石川淳一
- 撮影提供：山梨県北杜市
- 制作:関西テレビ・共同テレビ

## 主題歌・挿入歌
- 主題歌:MISIA「星空の片隅で」
- 挿入歌:中ノ森BAND「ラズベリーパイ」

| フジテレビ系（関西テレビ制作） 火曜22時枠の連続ドラマ | フジテレビ系（関西テレビ制作） 火曜22時枠の連続ドラマ | フジテレビ系（関西テレビ制作） 火曜22時枠の連続ドラマ |
| 前番組                                                | 番組名                                                | 次番組                                                |
| ----------------------------------------------------- | ----------------------------------------------------- | ----------------------------------------------------- |
| マザー&ラヴァー （2004.10.5- 12.21）                  | みんな昔は子供だった （2005.1.11 - 3.22）             | 曲がり角の彼女 （2005.4.19 - 6.21）                   |